# ده‌نو (مشیز)
ده‌نو یا دهنو روستایی در دهستان مشیز بخش مرکزی شهرستان بردسیر استان کرمان ایران است.

## جمعیت
بر پایه سرشماری عمومی نفوس و مسکن در سال ۱۳۹۵ جمعیت این روستا ۱۲ نفر (۶خانوار) بوده‌است.